# 장연학
장연학(1997년 2월 14일~)은 대한민국의 역도 선수이다.

## 경력
1997년 충청남도 서산시 음암면에서 장거용의 아들로 태어났다. 음암중학교, 충남체육고등학교, 한국체육대학교를 졸업했으며 학생 때 부터 역도를 했다.
2016년에 처음으로 대한민국 국가대표로 발탁되었고 그 해 11월에 멕시코 메리다에서 열린 세계 대학 선수권 대회에 출전하여 85kg급 우승을 차지했다. 이듬해인 2017년 7월에는 네팔 카트만두에서 열린 아시아 주니어 선수권 대회에 출전하여 인상 162kg, 용상 185kg, 합계 347kg의 기록으로 우승을 차지했다. 같은 해 8월에는 중화민국 타이베이에서 열린 2017년 하계 유니버시아드 85kg급에 참가했고 인상 163kg, 용상 191kg, 합계 354kg의 기록으로 카자흐스탄의 데니스 울라노프와 아르메니아의 안드라니크 카라페티얀의 뒤를 이어 3위로 동메달을 획득했다.
2018년 8월에는 인도네시아 자카르타에서 열린 2018년 아시안 게임에 참가했으며 85kg급에서 인상 165kg, 용상 195kg, 합계 360kg의 기록으로 이라크의 사파 알주마일리의 뒤를 이어 은메달을 획득했다. 같은 해 11월 투르크메니스탄 아시가바트에서 열린 2018년 세계 선수권 대회에 참가했으며 인상 166kg, 용상 195kg, 합계 361kg의 기록으로 10위에 올랐다.